# Casa de la viuda llorona
La Casa de la viuda llorona (en ucraniano: Будинок вдови, що плаче) es un edificio famoso de la ciudad de Kiev, capital de Ucrania, situado en el número 23 de la calle Luteranska.
Construido en 1907 en un estilo modernista temprano por el arquitecto E. Bradtman, como encargo de Serhiy Arshavsky, un acaudalado mercante de Poltava, quien lo ocupó hasta la Revolución bolchevique. El edificio mantuvo el nombre de su primer propietario hasta mucho tiempo después e incluso hoy en día es conocido a veces como el Edificio Serhiy Arshavskyi. Tras la revolución fue ocupado por el Grupo Internacional de la Federación del Comité Central del Partido Bolchevique.
Actualmente es una de las residencias oficiales del Presidente de Ucrania, usado por huéspedes de otros países, entre ellos los secretarios de Estados Unidos Madeleine Albright y Condoleezza Rice y los presidentes de Lituania y Brasil. Otras residencias son la casa con quimeras y el palacio Mariyinsky.
El edificio adquirió este sobrenombre porque cuando llueve el agua gotea sobre la cara de la mujer de la fachada, cayendo sobre sus mejillas como lágrimas.